# Sankt Gallen (huyện)
Huyện Sankt Gallen (tiếng Pháp: District du Sankt Gallen, tiếng Đức: Bezirk Sankt Gallen) là một huyện hành chính của Thụy Sĩ. Huyện này thuộc bang Bang Sankt Gallen. Huyện Sankt Gallen có diện tích 71 km², dân số theo thống kê của cục thống kê Thụy Sĩ năm 1999 là 80345 người. Trung tâm của huyện đóng ở Sankt Gallen. Mã của huyện là ?.